# Vint Cerf
Vint Cerf redução de Vinton Gray Cerf (New Haven, 23 de junho de 1943) é um matemático e informático estadunidense.
Referenciado como um dos fundadores da Internet, em 2005 foi contratado pela Google nas funções de vice-presidente e "Chief Internet-Evangelist". Na época de sua contratação, o executivo-chefe da empresa, Eric Schmidt, chegou a dizer que Vinton Cerf era uma das pessoas mais importantes da história ainda vivas.
Junto a Robert Kahn, é um dos criadores da Internet, tendo participado da criação dos protocolos TCP/IP, que são o alicerce da conexão à rede. Foi Kahn quem desenvolveu o TCP e Vinton Cerf iniciou o desenvolvimento do IP para transmissão de informações pela Internet, o que foi reconhecido com a publicação do artigo A Protocol for Packet Network Intercommunication.

## Nomeações
Além de uma extensa carreira acadêmica, com diversos títulos honorários e doutorados, ele também foi um dos fundadores da ISOC (Internet Society), sendo seu presidente entre 1992 e 1995, e em 1999 foi chefe do conselho de administração em 1999. Entre 2000 e 2007 integrou o conselho do ICANN.
Como membro do conselho do ICANN, que administra os domínios e nomes da internet, desde 1999 e presidente do grupo desde 2000, Cerf tem sido fundamental em ajudar a entidade atravessar suas crises e sua dolorosa evolução, como a pressão para uma maior participação dos países na administração do órgão.
Cerf também faz parte do Conselho Consultivo de Tecnologia da Informação do presidente da Bulgária e é membro da Eurasia Group, um vasto grupo de análise de risco para os mercados da Ásia e da Europa.